# Sprintvärldsmästerskapen i kanotsport 1950
Sprintvärldsmästerskapen i kanotsport 1950 anordnades i Köpenhamn i Danmark.

## Medaljsummering
| Pl.    | Nation          | Guld | Silver | Brons | Totalt |
| ------ | --------------- | ---- | ------ | ----- | ------ |
| 1      | Sverige         | 7    | 5      | 6     | 18     |
| 2      | Tjeckoslovakien | 3    | 1      | 2     | 6      |
| 3      | Österrike       | 0    | 1      | 5     | 6      |
| 4      | Danmark         | 1    | 3      | 1     | 5      |
| 5      | Finland         | 3    | 1      | 0     | 4      |
| 6      | Frankrike       | 1    | 3      | 0     | 4      |
| 7      | Norge           | 0    | 1      | 0     | 1      |
| 8      | Nederländerna   | 0    | 0      | 1     | 1      |
| Totalt | Totalt          | 15   | 15     | 15    | 45     |

### Herrar

#### Kanadensare
| Gren        | Guld                                           | Tid | Silver                                   | Tid | Brons                                           | Tid |
| C-1 1000 m  | Josef Holeček (TCH)                            |     | Robert Boutigny (FRA)                    |     | Bengt Backlund (SWE)                            |     |
| C-1 10000 m | Robert Boutigny (FRA)                          |     | Josef Holeček (TCH)                      |     | Bengt Backlund (SWE)                            |     |
| C-2 1000 m  | Tjeckoslovakien Jan Brzák-Felix Bohumil Kudrna |     | Frankrike Georges Dransart Armand Loreau |     | Tjeckoslovakien Václáv Havel Jiří Pecka         |     |
| C-2 10000 m | Tjeckoslovakien Jan Brzák-Felix Bohumil Kudrna |     | Frankrike Georges Dransart Armand Loreau |     | Tjeckoslovakien Bohuslav Karlík Oldřich Lomecký |     |

#### Kajak
| Gren                | Guld                                                                     | Tid | Silver                                                                  | Tid | Brons                                                                    | Tid |
| K-1 500 m           | Johan Kobberup (DEN)                                                     |     | Lennart Klingström (SWE)                                                |     | Andreas Lind (DEN)                                                       |     |
| K-1 1000 m          | Gert Fredriksson (SWE)                                                   |     | Thorvald Strömberg (FIN)                                                |     | Lars Petterson (SWE)                                                     |     |
| K-1 10000 m         | Thorvald Strömberg (FIN)                                                 |     | Gert Fredriksson (SWE)                                                  |     | Arne Jansson (SWE)                                                       |     |
| K-1 4 x 500 m relay | Sverige Lars Glasser Ingemar Hedberg Lennart Klingström Gert Fredriksson |     | Danmark Poul Agger Andreas Lind Ejvind Hansen Johan Kobberup            |     | Österrike Herbert Klepp Max Raub Herbert Wiedermann Günther Rührnschopf  |     |
| K-2 500 m           | Sverige Lars Glasser Ingemar Hedberg                                     |     | Sverige Henry Pettersson Berndt Häppling                                |     | Österrike Max Raub Herbert Wiedermann                                    |     |
| K-2 1000 m          | Sverige Lars Glasser Ingemar Hedberg                                     |     | Norge Ivar Mathisen Knut Østby                                          |     | Nederländerna Piet Bakker Harri Kooistra                                 |     |
| K-2 10000 m         | Sverige Gunnar Åkerhund Hans Wetterström                                 |     | Danmark Svend Frømming Ingvar Nørregaard                                |     | Sverige Karl-Erick Björk Per-Olav Olsson                                 |     |
| K-4 1000 m          | Sverige Einar Pihl Hans Eriksson Henry Pettersson Harry Johansson        |     | Sverige Gunnar Åkerlund Ebbe Frick Sven-Olaf Sjödelius Hans Wetterström |     | Österrike Herbert Klepp Walter Frühwirth Hans Ortner Paul Fehlinger      |     |
| K-4 10000 m         | Sverige Karl Andersson Stig Andersson Gösta Gustavsson Berndt Häppling   |     | Sverige Karl-Erik Björk Per-Olav Olsson Klas Norgren Arne Jannson       |     | Österrike Walter Piemann Alfred Schmidtberger Otto Lochner Alfred Kramer |     |

### Damer

#### Kajak
| Gren      | Guld                               | Tid | Silver                                   | Tid | Brons                                 | Tid |
| K-1 500 m | Sylvi Saimo (FIN)                  |     | Karen Hoff (DEN)                         |     | Fritzi Schwingl (AUT)                 |     |
| K-2 500 m | Finland Sylvi Saimo Greta Grönholm |     | Österrike Trude Leibhart Fritzi Schwingl |     | Sverige Ingrid Wallgren Lisa Lundberg |     |